# Ivanovac
Ivanovac is een plaats in de gemeente Antunovac in de Kroatische provincie Osijek-Baranja. De plaats telt 1.276 inwoners (2001).